# Pandemia de COVID-19 en Bután
La pandemia de COVID-19 en Bután es parte de la pandemia de COVID-19 provocada por el coronavirus SARS-CoV-2. El primer caso fue confirmado el 6 de marzo de 2020.
Hasta el 29 de junio, hay 76 casos, sin muertes y 44 recuperados. Se han realizado 24,509 pruebas.

## Cronología

### Marzo
- 6 de marzo: Se confirma el primer caso de COVID-19 en Bután: un hombre estadounidense de 76 años que viajó al país a través de la India. Alrededor de 90 personas debieron ser puestas en cuarentena, tras haber tenido contacto estrecho con él, incluida su pareja.[3] Se restringió la entrada de turistas extranjeros durante dos semanas; se cerraron escuelas en tres áreas, incluida la capital, Timbu. El primer paciente infectado fue evacuado a los Estados Unidos el 13 de marzo.[4]
- 20 de marzo: El resultado de la pareja de 59 años del paciente estadounidense fue positivo por COVID-19 a los 14 días de iniciada la cuarentena, 19 días después de ingresar a Bután y 28 días después de su primer contacto con el caso cero.[5][6]
- 22 de marzo: El Druk Gyalpo ("Rey Dragón") Jigme Khesar Namgyel Wangchuck anuncia en un discurso a la nación, el cierre de las fronteras terrestres del país.[7]
- 23 de marzo: Se cierran todas las fronteras internacionales. Alrededor de 5.000 butaneses residentes en la ciudad india de Jaigaon, Bengala Occidental, en la frontera con Bután, son evacuados a la vecina Phuntsholing.[8]
- 24 de marzo: El gobierno prohíbe la importación de Doma (nuez de betel) y Pani (hoja de betel), así como frutas, verduras y carne, en un esfuerzo por frenar la propagación del virus.[9]
- 25 de marzo: Se confirma el caso positivo de un estudiante butanés que había regreso del Reino Unido, siendo el tercer caso.
- 29 de marzo: El Ministerio de Salud confirma el cuarto caso positivo: un estudiante que regresaba a las instalaciones de cuarentena; fue trasladado a la sala de aislamiento en Timbu.[10] Asimismo, se anuncia que un ciudadano butanés residente en Nueva York contrajo el COVID-19.[11]
- 31 de marzo: El primer ministro, el Dr. Lotay Tshering, anuncia que el período de cuarentena por COVID-19 en Bután se extenderá de 14 a 21 días, aunque el estándar internacional (OMS) para la cuarentena es de 14 días. El Jefe de Gobierno declaró: «Existe el riesgo de dar positivo incluso después de estar en cuarentena durante 14 días. Por eso hemos decidido extender el período de cuarentena». En esta fecha, Bután tiene 3.059 personas en instalaciones de cuarentena y 339 personas en cuarentena domiciliaria.[12]

### Abril

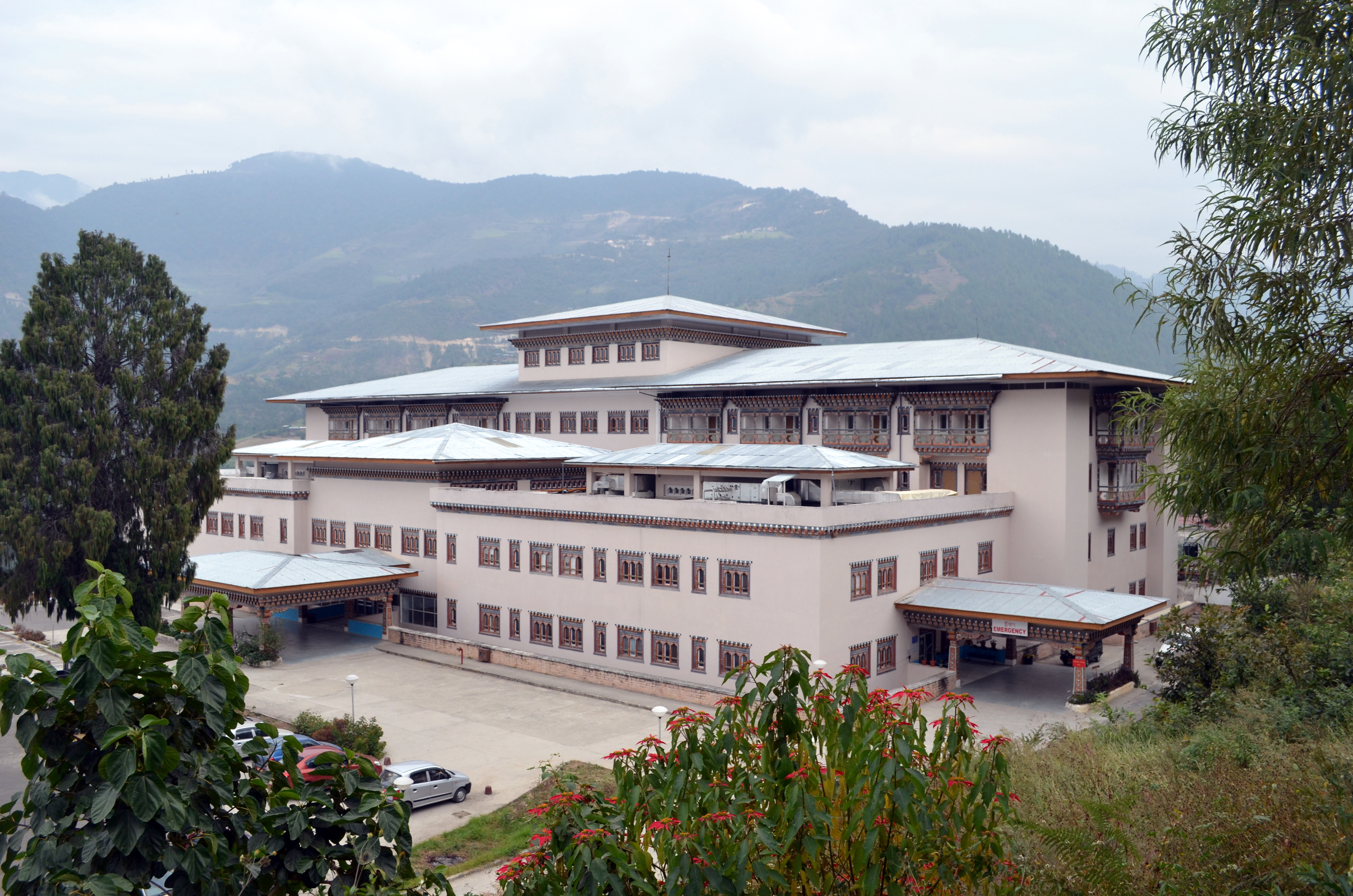
Hospital Regional de Referencia de Mongar, Distrito de Mongar.

- 1 de abril: Se el quinto caso de COVID-19: un estudiante que había regresado de los Estados Unidos, y se encontraba en las instalaciones de cuarentena en la capital.[13]

- 2 de abril: Se anuncia la recuperación de los dos primeros casos de COVID-19 en Bután (un turista estadounidense y su pareja).
- 7 de abril: Se establecen mayores controles y medidas de seguridad y prevención en los distritos de Sarpang y Samtse, fronterizos con los estados hindúes de Assam y Bengala Occidental. Las medidas incluyen la vigilancia las 24 horas de todos los pasos fronterizos formales e informales y campañas de concientización puerta a puerta.[14][15]
- 8 de abril: Un centro hospitalario de aislamiento especializado para tratar pacientes con COVID-19 es establecido en la Royal Guest House del Distrito de Mongar; tiene 24 camas y una capacidad para 15 adicionales. a su vez, se instala un laboratorio de pruebas de COVID-19 en el Hospital Regional de Referencia de Mongar.[16]
- 9 de abril: 309 butaneses son evacuados de las Maldivas y Nueva Delhi con vuelos especiales de Druk Air, y enviados a las instalaciones de cuarentena en Timbu. La mayoría de los ciudadanos que regresaban de Maldivas habían trabajado allí en el sector del turismo; mientras que la mayoría de los que regresaban de Nueva Delhi eran estudiantes.[17]
- 20 de abril: La pareja del primer caso de COVID-19 del país, que también dio positivo, salió de Bután tras recuperarse. A esta fecha, 1400 personas se encontraban en centros de cuarentena, y dos en cuarentena domiciliaria.[18]
- 21 de abril: Se confirma el sexto caso positivo de COVID-19: un butanés que había regreso desde Medio Oriente. Fue trasladado a un centro de aislamiento.[18]
- 22 de abril: Se han cerrado todas las escuelas en todo el país, lo que ha dejado a casi 190.000 estudiantes asistiendo a clases en línea. [66] [67] El material de estudio impreso se distribuye a los estudiantes que no tienen acceso a Internet, además de las transmisiones de radio.bre de 24 años que regresó de Oriente Medio da positivo, elevando a siete el número de casos confirmados en el país. El hombre estaba en cuarentena en Paro y al dar positivo se trasladó a la sala de aislamiento en Timbu.[19]
- 23 de abril: Se confirma que el cuarto caso de COVID-19 se ha recuperado y puedo retornar a su domicilio. Los tres casos restantes se encuentran aislamiento y ya dieron negativo dos veces en 24 horas.[19]
- 27 de abril: Se anuncia que primer caso positivo de Bután (tercer caso positivo del país) se ha recuperado, tras completar dos semanas de aislamiento, tras que el testeo diera negativo.[20] El Ministro de Hacienda, Lyonpo Namgay Tshering, firma en nombre del Gobierno Butanés un acuerdo con el Banco Mundial por un préstamo de $5 millones para ayudar a Bután a "prevenir, detectar y responder a la pandemia de COVID-19 y fortalecer su preparación de salud pública".[21][22]

### Mayo
- 1 de mayo: El ministro de Relaciones Exteriores informa que un butanés de 36 años en Abu Dhabi ha dado resultado positivo. Actualmente hay 12 ciudadanos butaneses que viven en el extranjero y son positivos,de COVID-19, cinco de los cuales se han recuperado.[23]
- 2 de mayo: Se informa que un empresario del distrito de Samdrup Jongkhar había dado positivo el 1 de mayo al utilizar un kit de prueba rápida, cuando un equipo del Ministerio de Salud estaba realizando pruebas de muestreo aleatorio en ese lugar.[24] Se envió una muestra adicional a una unidad de centros de pruebas nacionales en Mongar para confirmar el resultado. La persona, que se encontraba asintomática y no tenía antecedentes de viajes recientes, fue puesta en cuarentena para ser trasladada a una sala de aislamiento en Mongar o Timbu si el resultado de la prueba adicional resultaba positivo. Se llevó a cabo el rastreo por contrato de este supuesto caso de transmisión comunitaria y se ordenó a unas 1.000 personas que permanecieran en cuarentena en espera de los resultados de la prueba de PCR. Aproximadamente otras 60 personas en la misma ciudad fueron evaluadas como parte de la vigilancia comunitaria de alto riesgo.[25]
- 7 de mayo: Hasta la fecha, se han realizado pruebas de COVID-19 a unas 11.000 personas en el país. Aproximadamente 9.000 mediante pruebas rápidas y 2.400 mediante pruebas de PCR. Más de 4.300 han sido dados de alta de las instalaciones de cuarentena y alrededor de 1.500 permanecen todavía en las mismas.[26]
- 8 de mayo: El sexto caso de COVID-19, detectado el 21 de abril después de regresar de Oriente Medio, ahora resulta negativo dos veces en la prueba RT-PCR el 6 de mayo y ha sido trasladado del hospital a cuarentena de aislamiento en una instalación hotelera de acuerdo con las directrices gubernamentales.[26]
- 10 de mayo: Dos butaneses que se encuentran en una instalación de cuarentena en Paro tras regresar del Medio Oriente dieron positivo por COVID-19 y fueron trasladados a una sala de aislamiento.[27]
- 11 de mayo: Dos butaneses que regresan del Medio Oriente (un hombre de 25 años y una mujer de 27 años) dan positivo por COVID-19. Se encontraban en una instalación de cuarentena y fueron trasladados a una sala de aislamiento.[28]
- 13 de mayo: Cuatro butaneses (2 hombres, de 33 y 32 años; y 2 mujeres de 23 y 26 años), que regresaron de Oriente Medio y estaban en cuarentena en Timbu, dan positivo a COVID-19 mediante la prueba de PCR y debieron ser  trasladado a la sala de aislamiento para pacientes con COVID-19 en el Hospital nacional de referencia.[29]
- 14 de mayo: Cinco casos nuevos de  COVID-19 son confirmados; cuatro de los cuales fueron mujeres. Todos habían regresado a Bután desde el Medio Oriente y estaban en las instalaciones de cuarentena en Timbu.[30]
- 15 de mayo: Un caso nuevo es confirmado: una mujer de 29 años que había regresado de Doha, Catar y se encontraba en la instalación de cuarentena en la capital.[31]
- 21 de mayo: Tres pacientes infectados que estaban bajo aislamiento dan negativo dos veces (con 24 horas de diferencia) y, por lo tanto, son trasladados a una cuarentena de 2 semanas.[32]
- 22 de mayo: Dos casos nuevos son confirmados: dos mujeres que regresaron de Oriente Medio el 11 de mayo y se encontraban en cuarentena. El ministro de Salud, Dechen Wangmo, declara que una de las mujeres había mostrado síntomas del virus anteriormente, pero había dado negativo. Cuando se realizó una segunda prueba, que es el procedimiento normal, se detectó el virus.[33]
- 24 de mayo: En la fecha se confirman tres casos nuevos de COVID-19: tres butaneses regresados del Medio Oriente y mantenidos en cuarentena.[34]
- 25 de mayo: Se recibe una subvención de 400.000 dólares estadounidenses por parte de Corea del Sur; una mitad se utiliza para adquirir de kits de diagnóstico para la realización de 17.250 pruebas, mientras que la otra es empleada para apoyar las medidas de respuesta a la pandemia.[35]
- 26 de mayo: Debido a la reanudación de vuelos domésticos y servicios de tren en la India, los ciudadanos butaneses en ese país podrían regresar a Bután; al arribar deberían realizar una cuarentena de 21 días.[36]
- 27 de mayo: Se confirma un nuevo caso de COVID-19: una mujer butanesa que había regresado de Nueva Delhi y puesta en cuarentena en Phuntsholing.[37]
- 28 de mayo: Se confirman tres nuevos casos positivos: 2 mujeres y un hombre, que serían trasladadas al Hospital nacional de referencia de Timbu.[38]
- 30 de mayo: Se confirman diez nuevos casos positivos: 7 mujeres y 3 hombres que habían regresao de Medio Oriente.[39] El total de casos confirmados en el país aumenta 43; el gobierno pide tranquilidad a la población, ya que hasta el momento, todos los casos han sido importados.[40]

## Impacto
Como parte de sus respuestas a la pandemia, el gobierno creó una subvención de ingresos de un año para reducir el impacto de una pérdida de ingresos. Los bancos del país adoptaron medidas para condonar las tasas de interés de los préstamos durante seis meses. Asimismo, el gobierno asignó 1 GB de datos gratis a todos los usuarios que utilizan operadores móviles de Bután.

### Agricultura
En el sector agrícola, se registraron grandes aumentos en las ventas, ya que los butaneses compran productos locales debido a las restricciones a los productos de importación.

### Educación
Alrededor de 190 mil estudiantes debieron atender sus cursos de manera online, debido al cierre de los centros educativos.

### Turismo
Bhutan Airlines suspendió todos sus vuelos, dejando solo a Druk Air para proporcionar transporte aéreo desde y hacia Bután, así como los vuelos de repatriación. Al 23 de marzo de 2020, solo quedaba un turista en el país.